# Deglet nour de Tolga
La Deglet nour de Tolga est une indication géographique (IG) de datte de type deglet nour cultivée dans la région de Tolga en Algérie.

## Description
La Deglet nour de Tolga est une datte, de type deglet nour, cultivée dans la région de Tolga, une commune de la wilaya de Biskra aux portes du Sahara algérien, dans la région des Zibans.
La Deglet nour de Tolga obtient, le 22 septembre 2016, de même que la figue sèche de Beni Maouche, le label IG (Indication géographique) en Algérie,.